# Betaretrovirus
I Betaretrovirus sono un genere della famiglia dei retroviridae.
Fanno parte dei Betaretrovirus:
- MMTV (virus del tumore mammario nel topo)
- ENTV (virus del tumore nasale nelle capre e nelle pecore)
- JSRV (Jaagziekte retrovirus nella pecora)

## Correlazione di Betaretrovirus con tumori umani
Ad inizio agosto 2020 è stato pubblicato uno studio a firma di Generoso Bevilacqua, già professore dell'Università di Pisa riportante la scoperta di un nuovo virus molto simile al MMTV del topo che sarebbe all'origine del tumore alla mammella nella donna : se la scoperta sarà confermata da ulteriori studi indipendenti potrebbe aprire la strada alla creazione di un vaccino in grado di prevenire tale patologia allo stesso modo di quanto è stato fatto per il virus HPV e il correlato carcinoma della cervice uterina.